# USS LST-458
O USS LST-458 foi um navio de guerra norte-americano da classe LST que operou durante a Segunda Guerra Mundial.